# México en los Juegos Olímpicos de Pyeongchang 2018
México estuvo representado en los Juegos Olímpicos de Pyeongchang 2018 por cuatro deportistas, tres hombres y una mujer, que compitieron en tres deportes. Esta fue la delegación más grande para México desde 1992.
El portador de la bandera en la ceremonia de apertura fue esquiador de fondo Germán Madrazo. El equipo olímpico mexicano no obtuvo ninguna medalla en estos Juegos.

## Resultados por deporte

### Esquí acrobático
Robert Franco se convirtió en el primer mexicano que compitió en pruebas de Esquí acrobático en unos Juegos Olímpicos.
| Atleta        | Evento             | Primera ronda | Primera ronda | Primera ronda | Primera ronda | Final      | Final      | Final        | Final     | Final     |
| Atleta        | Evento             | Descenso 1    | Descenso 2    | Mejor tiempo  | Posición      | Descenso 1 | Descenso 2 | Mejor tiempo | Posición  |           |
| ------------- | ------------------ | ------------- | ------------- | ------------- | ------------- | ---------- | ---------- | ------------ | --------- | --------- |
| Robert Franco | Slopestyle varonil | 21.60         | 36.00         | 36.00         | 27            | No avanzó  | No avanzó  | No avanzó    | No avanzó | No avanzó |

### Esquí alpino
Fue la primera vez en la historia que México participó en una competencia de Esquí alpino olímpico sin tener la presencia de Hubertus von Hohenlohe, quien pese a no competir, diseñó los uniformes del equipo.
México regresó a las pruebas de eslalon varonil tras no participar en ellas en 2014.
Sarah Schleper se convirtió en la primera mujer en representar al país en el deporte desde 1992, originalmente había representado a Estados Unidos en cuatro ediciones de los Juegos y se retiró en 2011, regresando para representar a su país adoptivo.
Su resultado fue el me
| Atleta          | Evento                  | Descenso 1 | Descenso 1 | Descenso 2 | Descenso 2 | Total      | Total      |
| Atleta          | Evento                  | Tiempo     | Posición   | Tiempo     | Posición   | Tiempo     | Posición   |
| --------------- | ----------------------- | ---------- | ---------- | ---------- | ---------- | ---------- | ---------- |
| Rodolfo Dickson | Eslalon gigante varonil | 1:17.02    | 55         | 1:16.67    | 47         | 2:33.69    | 48         |
| Rodolfo Dickson | Eslalon varonil         | No terminó | No terminó | No terminó | No terminó | No terminó | No terminó |
| Sarah Schleper  | Super gigante femenil   |            |            |            |            | 1:27.93    | 41         |
| Sarah Schleper  | eslalon femenil         | 1:16.80    | 39         | No terminó | No terminó | No terminó | No terminó |

### Esquí de fondo
Germán Madrazo se convirtió en el segundo esquiador de fondo en representar a México en unos Juegos Olímpicos, permitiendo al país regresar a la competencia 26 años después de su última participación en 1992.
Pese a ser el último lugar de la prueba, Madrazo mejoró el tiempo de su compatriota Roberto Ado Álvarez Hojel.
| Atleta         | Evento                     | Final   | Final    | Final    |
| Atleta         | Evento                     | Tiempo  | Déficit  | Posición |
| -------------- | -------------------------- | ------- | -------- | -------- |
| Germán Madrazo | 15 kilómetros estilo libre | 59:35.4 | +25:51.5 | 116      |